# Weird Dreams
Weird Dreams è un videogioco di avventura dinamica ambientato nel mondo dei sogni, pubblicato nel 1989 per i computer Amiga, Atari ST, Commodore 64 e MS-DOS da Rainbird Software.
Una versione ZX Spectrum fu prevista ma non pubblicata.
Prima dell'uscita del gioco, una sua versione modificata venne utilizzata all'interno del programma televisivo britannico per ragazzi Motormouth; si partecipava telefonicamente rispondendo a quiz.

## Trama
Il giocatore interpreta un giovane, Steve, la cui mente, essendo egli sottoposto a un intervento chirurgico sotto anestesia, genera strani e inquietanti sogni (weird dreams, appunto). La partita si svolge per intero all'interno di essi, e per tale motivo è difficile riassumerla in maniera logica: il protagonista attraverserà una macchina dello zucchero filato gigante, un luna park infestato da una vespa gigantesca, un giardino con rose carnivore e tagliaerba killer, una immensa tastiera di pianoforte con una ballerina obesa che volteggia al ritmo di Čajkovskij e un deserto dove i pesci volano e tra le dune saltellano bizzarri mostri. L'ambientazione è horror di stampo grottesco. Spiegazioni riguardo allo sviluppo della trama e allo scopo del gioco sono fornite da un sostanzioso racconto incluso nella confezione originale del prodotto, scritto da Rupert Goodwins.

## Modalità di gioco
Weird Dreams ha visuale bidimensionale di lato con scorrimento orizzontale a scatti. Il giocatore può spostare il personaggio verso destra e sinistra, ma limitatamente a ogni singolo riquadro. Superato uno di questi, potrà ritornarvi solo a seguito dell'uscita da quella parte di gioco, mediante una scena strategica in cui ci si ritrova spesso (la sala degli specchi del luna park) e dalla quale è possibile ripercorrere, eventualmente, la stessa strada.
Si perde una vita ogni qual volta si viene toccati da un qualsiasi nemico; nel corso del gioco sarà possibile recuperarne qualcuna. Il personaggio del giocatore, che indossa costantemente un pigiama a scacchi bianchi e neri, può camminare, saltare, correre, chinarsi, prendere e lasciare oggetti e a volte utilizzarli per combattere. Durante la partita vanno raccolti obbligatoriamente tre oggetti di forma circolare e dall'aspetto metallico, indispensabili per completare il sogno e far risvegliare il paziente. 
Non c'è la possibilità di salvare la partita.